# Somovit
Somovit (bulgariska: Сомовит) är ett distrikt i Bulgarien.   Det ligger i kommunen Obsjtina Guljantsi och regionen Pleven, i den norra delen av landet, 160 km nordost om huvudstaden Sofia.
Trakten runt Somovit består till största delen av jordbruksmark. Runt Somovit är det ganska glesbefolkat, med 31 invånare per kvadratkilometer.